# 寺坂直毅
寺坂 直毅（てらさか なおき、1980年11月7日 - ）は、日本の放送作家。宮崎県宮崎市出身。

## 略歴
中学時代の1994年、同性の同級生によるセクハラが元で不登校になり、定時制高校に進学するも引きこもり状態になる。
一時は自殺まで考えるが、高校在学中の1997年、宮崎でも放送されていた文化放送のラジオ番組『Come on FUNKY Lips!』を聴き始め、特に水曜日担当の今田耕司・東野幸治の大ファンになる。同じ定時制出身の今田や「死ねばいいのに」等の際どいトークを連発する東野に触発され、ネタを投稿する事に生きがいを見出す。
1999年、「人生のリセット」をするために放送作家を志して上京。専門学校を経てデビュー。

## エピソード
- 実家は毛糸店を営み、「愛を編む」を捩った「アイ・アム・テラサカ」という屋号である。
- 高校時代に今田耕司・東野幸治のラジオに救いを見出した経験から両人の大ファンであり、「イマヒガチルドレン」を自称。両人の過去の担当番組やエピソードなどに非常に詳しい。後に両人の番組『やりすぎコージー』（テレビ東京）に出演、同番組担当が決まった時は「これで死んでもいい」気持ちだったと語っている。
- かなりマニアックな性格で、デパート[1]・『NHK紅白歌合戦』（NHK）[2]・『徹子の部屋』（テレビ朝日）に関する知識は膨大。
  - デパートは全国の主要駅近くの店舗は全て把握しており、パンフレットも収集。エレベーターマニアでもあるため、各店舗のエレベーターが何社製かも知っている。ゆくゆくは地元宮崎に「アイ・アム・テラサカ」という屋号のデパートを作るのが夢。地元にあったことから山形屋（宮崎山形屋）への思い入れが強く、2008年に「山形屋大使」に正式に任命された。また、担当番組『星野源のオールナイトニッポン』では、デパート好きがリスナーに広く知られたことから、2021年から箱番組として『寺坂直毅のデパートに愛を誓って！』を担当している[3]。
  - 自殺を考え福井県の東尋坊に向かおうとした際、最後に以前より訪れたかった石川県のデパート「香林坊大和」に行き、その景観に心が洗われ自殺を思いとどまったという。
  - 紅白は1974年以降の司会者・トリのコメントを全て暗記している。また、「ひとり紅白」と称してセットのミニチュアも自作し、番組進行通りにセットチェンジを再現するなど細部にわたって精通しており[4]、そのマニアぶりを見込まれて、NHKから番組出演のオファーを受けたこともある。また紅白の歴代司会者の中で断トツとの評価を持っているのはSMAPの中居正広である。
- 同学年の星野源と親しく、ライブではMCを担当しているほか、『星野源のRADIPEDIA』・『RADIPEDIAスペシャル』にポーター(構成作家兼出演者)、『星野源のオールナイトニッポン』には構成作家として、また『YELLOW VOYAGE』などのライブでは口上として参加した。

## 担当番組

### テレビ
- 木曜8時のコンサート〜名曲!にっぽんの歌〜（テレビ東京）
- やりすぎコージー（テレビ東京）
- ド短期ツメコミ教育!豪腕!コーチング!!（テレビ東京）
- えいせい魂（BSジャパン）
- 芸能人口コミの店 えぇ処（読売テレビ）
- ぶっコギ!（日本テレビ）
- 爆チュー問題（フジテレビ）
- ハナタカ天狗（TBS）
- アイチテル!（TBS）
- 美しい男性!（BSジャパン）
- うたコン（NHK）
- NHK歌謡コンサート（NHK）
- おげんさんといっしょ(NHK)
- NHKのど自慢チャンピオン大会2023・2024・2025(NHK)

### ラジオ
- RADIPEDIA（J-WAVE、星野源担当回など）
- HELLO WORLD（J-WAVE）
- 星野源のオールナイトニッポン（ニッポン放送、箱番組担当などで出演も）
- 垣花正 あなたとハッピー!（同）
- シン・ラジオ -ヒューマニスタは、かく語りき-(bayfm、金曜)

ほか

## 番組出演
- やりすぎコージー（テレビ東京）
- 熱中時間 忙中"趣味"あり（NHK BS2）
- キモいトーク ヲタック25（テレ朝チャンネル）
- 宇宙一せまい授業!（あっ!とおどろく放送局）
- 新知識階級 クマグス（TBS）
- 空飛ぶ!爆チュー問題（フジテレビワンツーネクスト）
- 紅白の見どころおみせします！～紅白直前スペシャル（NHK）

## 著書
- 胸騒ぎのデパート ISBN 978-4487803569（2009年、東京書籍）